# George Clark Southworth
George Clark Southworth (24 de agosto de 1890 — Chatham, 6 de julho de 1972) foi um engenheiro estadunidense.

## Publicações selecionadas
- Principles and applications of wave-guide transmission, New York, Van Nostrand [1950], xi, 689 p. illus. 24 cm. Bell Telephone Laboratories series. LCCN 50009834.
- Forty years of Radio Research, 1962.